# The Little Wanderer
The Little Wanderer er en amerikansk stumfilm fra 1920 af Howard M. Mitchell.

## Medvirkende
- Shirley Mason som Jenny
- Raymond McKee som  Larry Hard
- Cecil Van Auker som Joe Farley
- Alice Wilson som Kit
- Jack Pratt som Tully